# Eazy-Duz-It
Eazy-Duz-It – debiutancki album amerykańskiego rapera Eazy'ego-E. Album zdobył status potrójnej platynowej płyty. Za większość tekstów na albumie odpowiedzialni są MC Ren i Ice Cube.
W 2005 roku na ścieżce dźwiękowej gry GTA San Andreas znalazł się utwór "Eazy-Er Said Than Dunn", a w 2014 "No More ?'s" w najnowszej odsłonie Grand Theft Auto Five (V).

## Lista utworów
| Nr  | Tytuł                     | Goście               | Czas |
| --- | ------------------------- | -------------------- | ---- |
| 1.  | (Prelude) "Still Talkin"  | Ice Cube, The D.O.C. | 3:50 |
| 2.  | "Nobody Move"             | MC Ren               | 4:49 |
| 3.  | "Ruthless Villain"        | MC Ren               | 2:59 |
| 4.  | "2 Hard Mutha's"          | MC Ren               | 4:26 |
| 5.  | "Boyz-N-The-Hood" (Remix) | –                    | 6:22 |
| 6.  | "Eazy-Duz-It"             | –                    | 4:21 |
| 7.  | "We Want Eazy"            | Dr. Dre, MC Ren      | 5:01 |
| 8.  | "Eazy Er Said Than Dunn"  | –                    | 3:41 |
| 9.  | "Radio"                   | Dr. Dre, MC Ren      | 4:58 |
| 10. | "No More ?'s"             | –                    | 3:55 |
| 11. | "I'mma Break It Down"     | –                    | 3:29 |
| 12. | "Eazy-Chapter 8 Verse 10" | –                    | 2:11 |